# Șipca, Șoldănești
Șipca este un sat din raionul Șoldănești, Republica Moldova.

## Administrație și politică
Componența Consiliului local Șipca (9 consilieri), ales la 5 noiembrie 2023, este următoarea:
|  | Partid                            | Consilieri | Componență | Componență | Componență | Componență | Componență | Componență | Componență | Componență |
|  | --------------------------------- | ---------- | ---------- | ---------- | ---------- | ---------- | ---------- | ---------- | ---------- | ---------- |
|  | Partidul Social Democrat European | 8          |            |            |            |            |            |            |            |            |
|  | Partidul „Renaștere”              | 1          |            |            |            |            |            |            |            |            |